# عبدالرسول کارگشا
عبدالرسول کارگُشا (زادهٔ ۱۳۴۸) خواننده و آهنگساز اهل ایران است.

## زندگی هنری
عبدالرسول کارگشا در سال ۱۳۴۸ در خرمشهر متولد شد. او تحصیلات دانشگاهی خود را در رشتهٔ نقاشی به پایان برده و دارای مدرک عالی از انجمن خوشنویسان و مدرک تدریس آواز ایرانی از وزارت ارشاد است. وی در سال‌های ۱۳۷۰ تا ۱۳۷۲ با ارکستری به آهنگسازی هوشنگ کامکار و همچنین با ارکسترسمفونیک تهران به رهبری فریدون ناصری و آهنگسازی احمد پژمان همکاری داشت. او همچنین با ارکستر صدا و سیما به رهبری حسین فرهادپور، کنسرت‌های متعددی را به اجرا گذاشت.
عبدالرسول کارگشا، خواننده و سرپرست «گروه موسیقی کارگشا»و سرپرست و آهنگساز «گروه موسیقی دل‌انگیز» نیز بوده‌است. در سال ۱۳۸۸، تندیس خوانندهٔ برگزیدهٔ نخستین دورهٔ جشنواره موسیقی مقاومت به عبدالرسول کارگشا اهدا شد.

## آثار هنری
از جمله آثار اجرا شده توسط عبدالرسول کارگشا، به موارد زیر می‌توان اشاره نمود:

### آلبوم موسیقی
- آلبوم موسیقی «بغض عشق» به آهنگسازی و خوانندگی عبدالرسول کارگشا[۱۵]
- آلبوم موسیقی «تک‌سوار عشق» به آهنگسازی احمد پژمان[۱۶][۸]
- آلبوم موسیقی «عاشقانه‌ترین» به آهنگسازی بابک ربوخه[۱۶]

### تک‌آهنگ
- «نوید امید» به آهنگسازی محمد بیگلری‌پور[۱۷]
- «وارثان شقایق» به آهنگسازی محمد بیگلری‌پور[۱۸]
- «نخل بی‌سر» به آهنگسازی محمد بیگلری‌پور[۱۹]
- «شاهد ترانه‌ها» به آهنگسازی فریدون حافظی[۲۰]
- «دیدار آشنا» به آهنگسازی درویش‌رضا منظمی[۲۱]
- «شکوفه باران» به آهنگسازی حسین فرهادپور[۲۲]
- «صفای باران» به آهنگسازی حسین فرهادپور[۲۳]
- «رسم زندگی» به آهنگسازی حسین فرهادپور[۲۴]
- «رنگ معما» به آهنگسازی حسین فرهادپور[۲۵]
- «جلوه جمال» به آهنگسازی حسین فرهادپور[۲۶]
- «جان پریشان» به آهنگسازی حسین فرهادپور[۲۷]
- «جامه دران» به آهنگسازی حسین فرهادپور[۲۸]
- «لاله رنگین» به آهنگسازی حسین فرهادپور[۲۹]
- «شهاب رحمت» به آهنگسازی حسین فرهادپور[۳۰]
- «چشمه خونین» به آهنگسازی حسین فرهادپور[۳۱]
- «خوش بخوان» به آهنگسازی محمود تاج‌بخش[۳۲]
- «آیت نورانی» به آهنگسازی همایون رحیمیان[۳۳]
- «صلای بودن» به آهنگسازی جمال‌الدین منبری[۳۴]
- «گنج طاها» به آهنگسازی احمدعلی راغب[۳۵]
- «پیمانه دل» به آهنگسازی ابراهیم نظری[۳۶]
- «پیر مراد» به آهنگسازی عبدالحسین برازنده[۳۷]
- «پیرمراد» به آهنگسازی عبدالحسینی و جمشید برازنده[۳۸]
- «فرصت» به آهنگسازی جمشید برازنده و کسری معظمی[۳۹]
- «گنبد مینا» به آهنگسازی افشین رامین[۴۰]
- «شور شبانگاه» به آهنگسازی فرهاد رحیمیان[۴۱]
- «چشم انتظار» به آهنگسازی فرهاد رحیمیان[۴۲]
- «هزاران خواستار» به آهنگسازی پدرام درخشانی[۴۳]
- «چو دریا» به آهنگسازی پدرام درخشانی[۴۴]
- «بوی بهار» به آهنگسازی پدرام درخشانی[۴۵]
- «پرنیان» به آهنگسازی پدرام درخشانی[۴۶]
- «نقاش بهار» به آهنگسازی پدرام درخشانی[۴۷]
- «تجسم آه» به آهنگسازی مهرزاد مهربان‌پور[۴۸]
- «ماه عالم‌سوز» به آهنگسازی سالار ایوبی[۴۹]
- «نسیم سحر» به آهنگسازی علی تحریری[۵۰]
- «نوای طرب» به آهنگسازی علی‌اصغر هنرجو[۵۱]
- «یار غایب» به آهنگسازی علی‌اصغر هنرجو[۵۲]
- «حریر نگاهت» به آهنگسازی سعید محمدی مطلق[۵۳]
- «ماه هلال ابرو» به آهنگسازی مهرداد زرینی[۵۴]
- «مشرق مهربانی» به آهنگسازی حسین‌علی رجبی اسلامی[۵۵]
- «می بیکران» به آهنگسازی فرهاد ریحانی[۵۶]
- «جومِ نارنجی» موسیقی فولکلور[۵۷]
- «جوش چمن» به آهنگسازی عبدالرسول کارگشا و تنظیم مجید واصفی[۵۸]
- تیتراژ فیلم سینمایی سرزمین خورشید[۸]